# Acacia vincentis
Acacia vincentis é uma espécie de leguminosa do gênero Acacia, pertencente à família Fabaceae.